# Рудник Каала (SMT)
Рудник Каала (SMT) — гірничодобувний майданчик у Меланезії на острові Нова Каледонія (заморське володіння Франції), який належить Société des Mines de la Tontouta (SMT).
Розробка нікелевих покладів у районі Каала велась у значних обсягах вже на початку 1900-х років. Роботи тут могли провадити різні компанії, зокрема, з 1952-го в Каала має свій видобувний майданчик SMT, що належить до Groupe Ballande (також володіє на Новій Каледонії рудниками Накеті, Богота та Кап-Бокаж).
Розробка ведеться відкритим способом з копалень (гірничих відводів) «Monette», «Dominique», «Michel 37», «Michel 38» (введена в дію у 1968—1971 роках), «Tunney 5», «Tunney 4», при цьому відомо, що «Michel 37» з 1962 по 1996 роки видала 3,4 млн тонн руди. Можливо також відзначити, що на Новій Каледонії видобуток руди ведеться в гірській місцевості з невеликої глибини, так що розробки не створюють заглиблених кар'єрів, а покривають своїми ярусами гірські схили.
Продукція відправляється на експорт, при цьому певний час головним споживачем руди був металургійний майданчик у австралійському Таунсвіллі (закуповував новокаледонську руду з кінця 1980-х до свого закриття у 2016-му).
Відомо, що в 2021 році видобуток рудника становив 545 тисяч тонн.